# MBB Bo 105
Messerschmitt-Bölkow-Blohm Bo 105 — лёгкий двухмоторный многоцелевой вертолёт, разработанный компанией Bölkow из Оттобрунна, ФРГ. Он стал первым лёгким вертолётом с двумя двигателями в мире и первым вертолётом, способным выполнять фигуры высшего пилотажа, такие, например, как петля Нестерова. Для вертолета был разработан новый тип несущего винта с жестким креплением лопастей: втулка несущего винта не имела горизонтальных и вертикальных шарниров и была снабжена только осевыми шарнирами подобно втулкам изменяемого шага для воздушных винтов самолетов. Маховое движение лопастей обеспечивалось благодаря их большой упругости, для чего лопасти изготавливались из стеклопластика. Вертолет должен был быть четырех-пятиместным и отличаться простой конструкцией. Решение о полномасштабной разработке было принято в 1964 году при поддержке министерств экономики и обороны ФРГ, финансировавших на 60% разработку вертолета. Производство Bo 105 началось на тогда ещё недавно объединённой компании Messerschmitt-Bölkow-Blohm (MBB), которая позже влилась в концерн Airbus Helicopters.
Основные производственные мощности по производству Bo 105 располагались в Германии и Канаде. И в связи с ростом экспортных продаж дополнительные производственные линии были открыты в Испании, Индонезии и на Филиппинах. MBB стал частью концерна Eurocopter в 1991 году, которая продолжала производство этого вертолёта до 2001 года. Bo 105 был официально заменен в линейке продукции Eurocopter более новым Eurocopter EC135. К моменту окончания производства в Германии было произведено более 1400 экземпляров, а с учетом лицензионного производства было произведено в общей сложности 1640 экземпляров.

## Разработка и производство

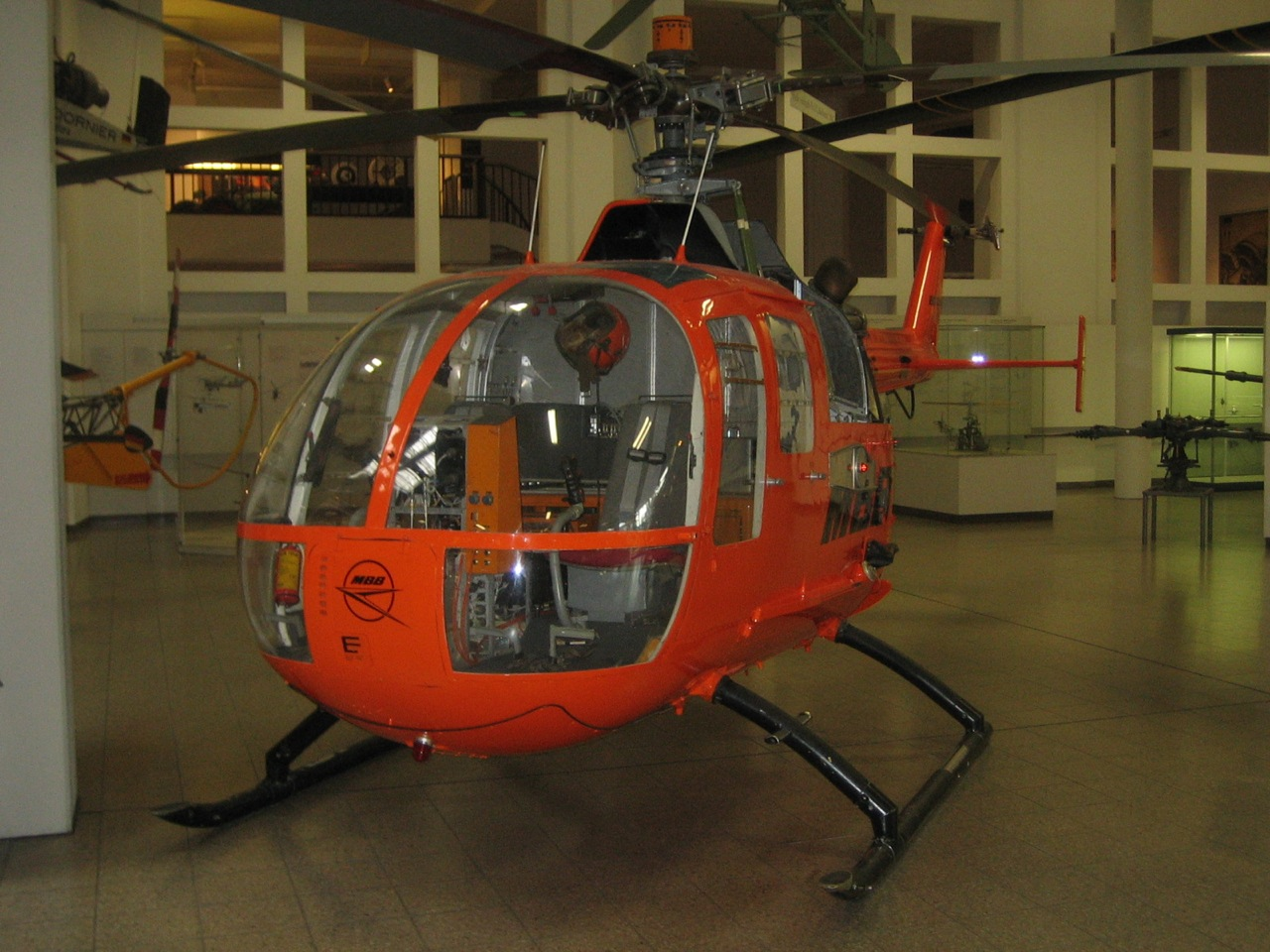
Четвертый прототип BO 105, совершивший первый полёт в 1969 году, в Немецком музее в Мюнхене

В 1964 году в компании Bölkow началась разработка вертолета, который впоследствии получил обозначение Bo 105, хотя работа над бесшарнирным несущим винтом, который должен был быть на нём установлен, началась еще раньше. Первый из трех опытных вертолетов Во.105 с двумя газотурбинными двигателями Allison 250-С18 и шарнирным несущим винтом от вертолета Westland Scout начал проходить наземные испытания в сентябре 1966 года, однако сразу же был разрушен из-за интенсивного резонанса на испытательном стенде. Доводка конструкции и наземные испытания были продолжены со вторым опытным вертолетом с жестким несущим винтом, который совершил первый полет 16 февраля 1967 года. Первый полет третьего опытного вертолета с двумя двигателями MAN Turbo 6022 состоялся 20 декабря 1967 года, однако предпочтение было отдано американской силовой установке с двигателями Allison 250, установленным на двух предсерийных вертолетах, которые начали проходить летные испытания в 1969 году. Французская авиастроительная фирма Sud Aviation работала вместе с Bölkow над разработкой собственного летательного аппарата. Вертолёт Alouette II был модифицирован с помощью несущего винта от Bo 105 и использовался для совместных испытаний эксплуатационных характеристик.
13 октября 1970 года Управление гражданской авиации Германии сертифицировало Bo 105 и вскоре после этого состоялись поставки для первых клиентов — ADAC Air Rescue и полиции федеральной земли Бавария. В 1972 году Федеральное управление гражданской авиации США и Управление гражданской авиации Великобритании выдали дополнительные сертификаты типа, что позволило получить экспортные заказы из США и Великобритании соответственно, которые вскоре и последовали. В 1972 году была разработана улучшенная версия вертолёта с более мощными двигателями — Bo 105C, и эта модель быстро вытеснила из производства Bo 105A.  25 сентября 1973 года  совершил свой первый полет прототип вертолёта Bo 106. Bo 106 имел много общего с Bo 105, главным отличием была увеличенная кабина, способная разместить трех человек в ряд в первом ряду и четырех в ряд в задней части салона. Однако из проекта Bo 106 ничего не вышло.
Серийное производство вертолетов Во.105 началось в 1975 году и к 1994 году было произведено более 1400 вертолетов, из них примерно 800 гражданских и 600 военных, которые получили широкое применение и используются в 40 странах.
В 1976 году был представлен вариант Bo 105CB, оснащенный более мощными двигателями Allison 250-C20B. Bo 105C был доработан и стал называться Bo 105CBS, основным изменением стало удлинение фюзеляжа на 25 сантиметров для удовлетворения спроса американских заказчиков в вертолёте для операций по оказанию скорой медицинской помощи. В Соединенных Штатах эту версию часто называли Bo 105 Twin Jet. Американская аэрокосмическая фирма Boeing-Vertol выступила в качестве партнера в производстве и дальнейшей модернизации этого варианта, и осуществляла продажи BO 105 в США. Кроме того, вертолеты Во.105 производились по лицензии с 1975 года на Филиппинах, где фирмой Philippine Aerospace Development Corporation было построено 76 вертолетов, в Индонезии, где фирмой Indonesian Aerospace было построено 155 вертолетов, в Испании, где фирмой CASA было построено 160 вертолетов, в Канаде, где отделением фирмы  МВB Canada  произведено 250 вертолетов, и в Чили, где фирмой ENAER было произведено 96 вертолетов.
В 1984 году был разработан вариант Bo 105LS с увеличенным фюзеляжем от Bo 105CBS в сочетании с более мощными двигателями Allison 250-C28C для увеличения максимальной взлетной массы, а также летных характеристик в условиях высоких температур и на большой высоте. Bo 105 LS производился в рамках кооперативного соглашения с Eurocopter Canada. Усовершенствования и модификации Bo 105 LS продолжались вплоть до 1995 года.
Производство Bo 105 компанией Eurocopter официально прекратилось в 2001 году, в основном из-за того, что этот вертолёт был заменен более современным Eurocopter EC135, который сам по себе является прямым развитием Bo 105. К окончанию производства было изготовлено и поставлено заказчикам в 55 странах мира 1406 вертолетов. Включая лицензионное производство в Канаде, Индонезии, Филиппинах и Испании, общее количество составило около 1640, из них 1404 были произведены в Германии.

## Конструкция

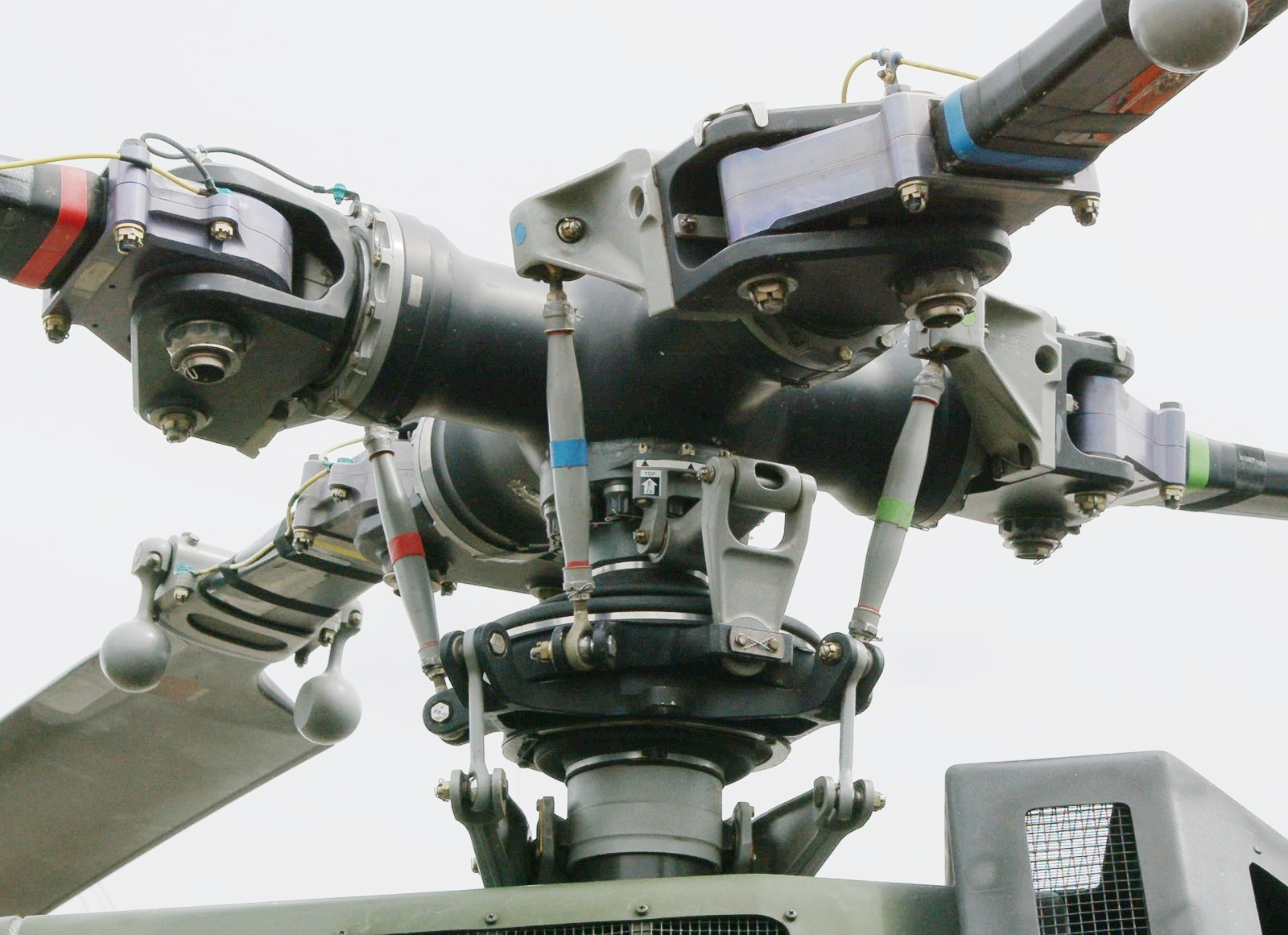
Конструкция несущего винта вертолета Bo 105

Начиная с 1970-х годов Bo 105 был известен большой  грузоподъемностью и более высокой крейсерской скоростью, чем большинство его конкурентов в то время. Вертолёт мог выполнять крутые пикирования, перевороты и различные фигуры высшего пилотажа. Одним из преимуществ  Bo 105 являются превосходные летные характеристики, включая значительную устойчивость к динамическому опрокидыванию вертолёта. Сочетание небольшой массы и двухмоторной конфигурации обеспечивало хорошую скороподъемность при взлете в сочетании с высокими эксплуатационными характеристиками.
Возможно, наиболее значимой особенностью Bo 105 являются его лопасти и втулка несущего винта. Сам несущий винт четырехлопастный, с жестким креплением лопастей. Лопасти прямоугольной формы в плане, складывающиеся, выполнены из армированного стеклопластика с противоэрозионной накладкой из титанового сплава вдоль носка, в комлевой части снабжены маятниковыми гасителями колебаний. Надежность усовершенствованной системы несущего винта была такова, что за более чем шесть миллионов часов работы во всем парке вертолётов  не был зарегистрирован  ни один отказ, вызванный неисправностью главного вала либо лопастей несущего винта (по состоянию на 1991 год). Жесткая конструкция ротора, принятая на Bo 105, частично отвечала за маневренность и хорошую управляемость этого вертолёта. Рулевой винт двухлопастный, диаметром 1,9 метра, с полужестким креплением лопастей. Лопасти прямоугольной формы в плане, выполнены из армированного стеклопластика, с противоэрозионной накладкой из титанового сплава вдоль носка. Окружная скорость концов лопастей 221 м/с.

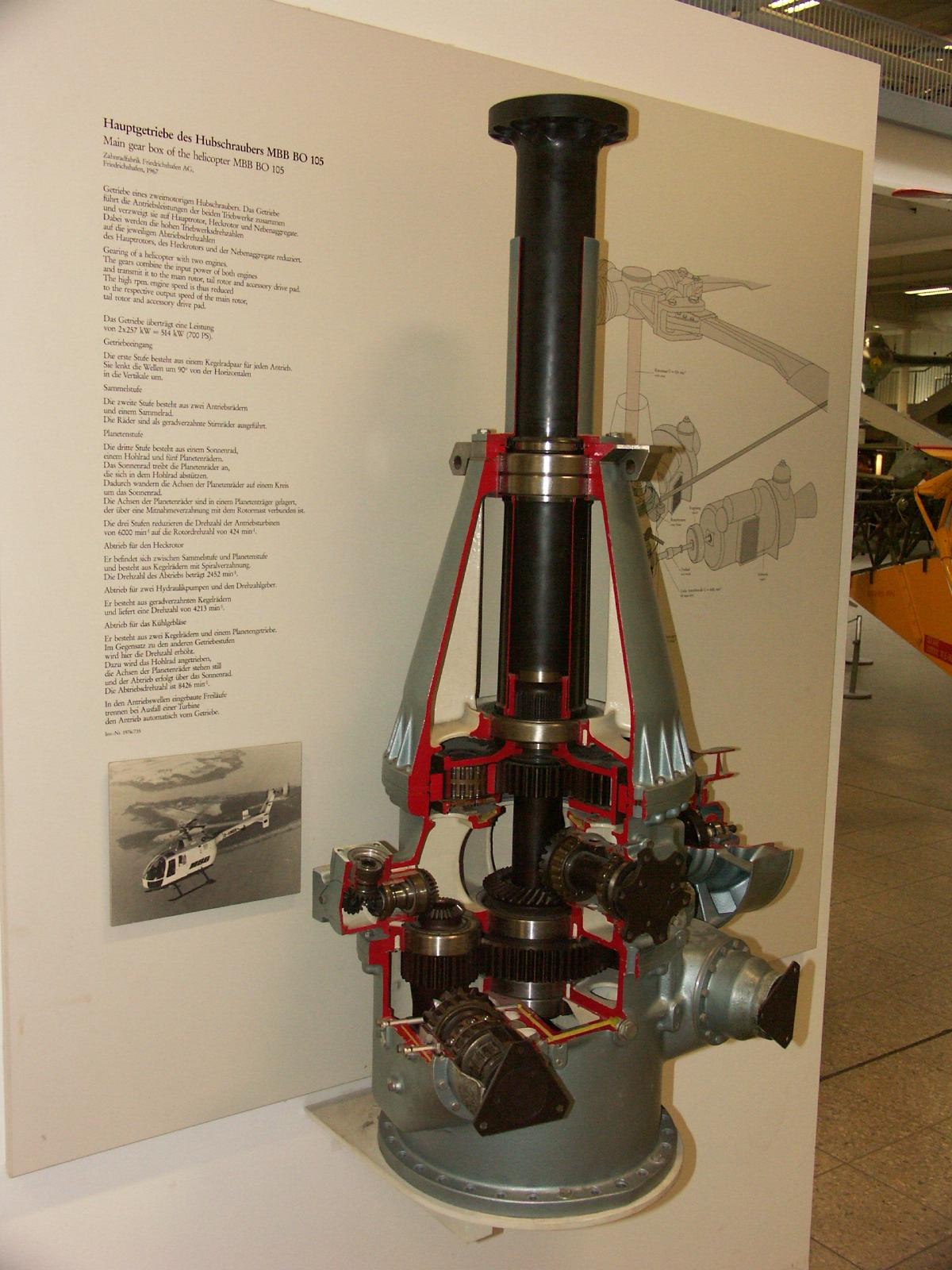
Коробка передач и главный вал вертолёта Messerschmitt-Boelkow-Blohm Bo-105

Фюзеляж цельнометаллический, типа полумонокок, из алюминиевых сплавов. Обтекатели двигателей и другие несиловые элементы выполнены из стеклопластика. Помимо двух пилотов, салон может быть сконфигурирован для размещения до трех пассажиров на одном заднем сиденье, которое можно убрать, чтобы освободить место для груза или носилок, которые, в свою очередь, можно загрузить и выгрузить через большие двери, расположенные в задней части фюзеляжа. Длина кабины 4,55 метра, ширина 1,4 метра, высота 1,25м, объем 4,8 кубометра. По бокам фюзеляжа расположены две передние двери на петлях и две задние двери, сдвигаемые по направляющим. В задней нижней части кабины находится багажный отсек размерами с задним грузовым люком с открывающимися в стороны створками. При снятых задних сиденьях в кабине и багажном отсеке можно установить двое носилок. Пол кабины и багажного отсека состоит из семи съемных панелей, обеспечивающих доступ к топливным бакам и проводке системы управления. Силовая панель под двигателями выполнена из титанового сплава. Коническая хвостовая балка типа полумонокок, с передней частью, выполненной заодно с фюзеляжем, и отъемной задней частью. Киль и стабилизатор с концевыми шайбами, неуправляемые. Шасси неубирающееся, лыжного типа. Амортизация осуществляется за счет упругой деформации поперечных стоек.

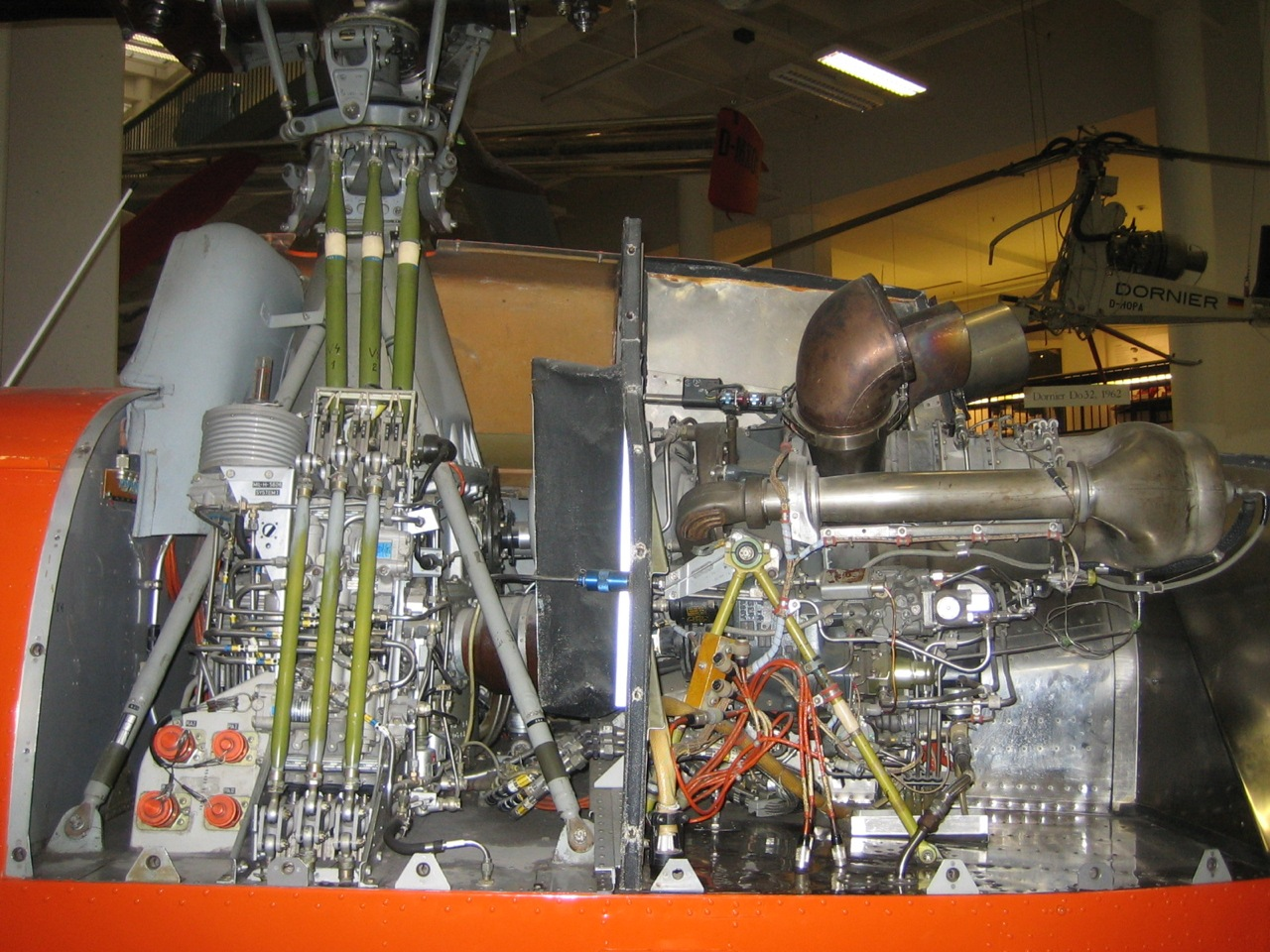
Один из двигателей Allison 250 вместе с трансмиссией

Топливная система состоит из основного и расходного мягких топливных баков общей емкостью 580 литров, четырех топливных насосов, фильтров, клапанов и трубопроводов. Возможна установка дополнительных баков. Система смазки двигателей включает масляный бак емкостью 12 литров, трансмиссии — 11,6 литров. При оснащении дополнительными вспомогательными топливными баками базовая модель Bo 105 имела продолжительность полета примерно пять часов с полной нагрузкой. В случае отказа одного двигателя Bo 105 обычно мог продолжать свой полет, хотя и с уменьшением крейсерской скорости и дальности полета. В морском варианте BO 105 может быть оснащен дополнительными топливными баками, аварийным плавсредством, надувным спасательным плотом, складными лопастями несущего винта и шасси с более высокой опорой шасси.
Силовая установка состоит из двух турбовальных газотурбинных двигателей  Allison 250-C20B или С28С мощностью 310 кВт (420 л.с.) каждый, установленных в верхней части фюзеляжа. Выхлопные патрубки отогнуты под углом 45°. Сухая масса двигателя составляет 71,5 кг. Трансмиссия состоит из трехступенчатого главного, промежуточного и хвостового редукторов и валов привода вспомогательных агрегатов. Передаточное отношение от двигателя к несущему винту 14.2 : 1, к рулевому винту 2.7 : 1. Трансмиссия рассчитана на передачу мощности 514 кВт при работе двух двигателей и 283 кВт при работе одного двигателя.
Электрооборудование включает два стартер-генератора постоянного тока напряжением 24 вольт и емкостью 22 ампер-часов и розетку для обеспечения наземного питания. Оборудование вертолётов включает KB- и УКВ-радиостанции, приборы пилотирования, контроля работы двигателей, навигации с использованием доплеровской радиолокационной станции, систему повышения устойчивости в полёте, спасательную лебедку и посадочную фару.

## История службы
В 1975 году Командование Сухопутных войск Германии решило закупить специальную противотанковую версию вертолёта, вооруженную шестью ракетами Euromissile HOT и получившую обозначение  Bo 105 PAH-1 (Panzer Abwehr Hubschrauber: противотанковый вертолет). Всего в период с 1979 по 1984 год было поставлено 212 единиц Bo 105 PAH-1. Немецкое армейское командование рассматривало PAH-1 лишь как временную меру, изначально стремясь получить более эффективный противотанковый вертолет. Армия была особенно недовольна неспособностью PAH-1 выполнять  боевые задачи в ночное время, а также отсутствием средств самообороны. В конечном итоге в качестве замены был разработан вертолёт Eurocopter Tiger, в полной мере удовлетворивший требования армии. В 1977 году Федеральное министерство обороны Германии выбрало вертолёты Bo 105C для своей программы легкого вертолета связи и наблюдения (Verbindungs und Beobachtungshubschrauber —VBH), в качестве замены французским вертолётам Aérospatiale Alouette II, что, в свою очередь привело к закупке еще 100 вертолетов. Вертолет был окончательно выведен из эксплуатации немецкой армии 13 декабря 2016 года, и это событие было отмечено пролетом 18 Bo 105 с их авиабазы в Целле. «Бохиканцы», как называли их пилотов, налетали более 1,38 миллиона часов на этих летательных аппаратах.

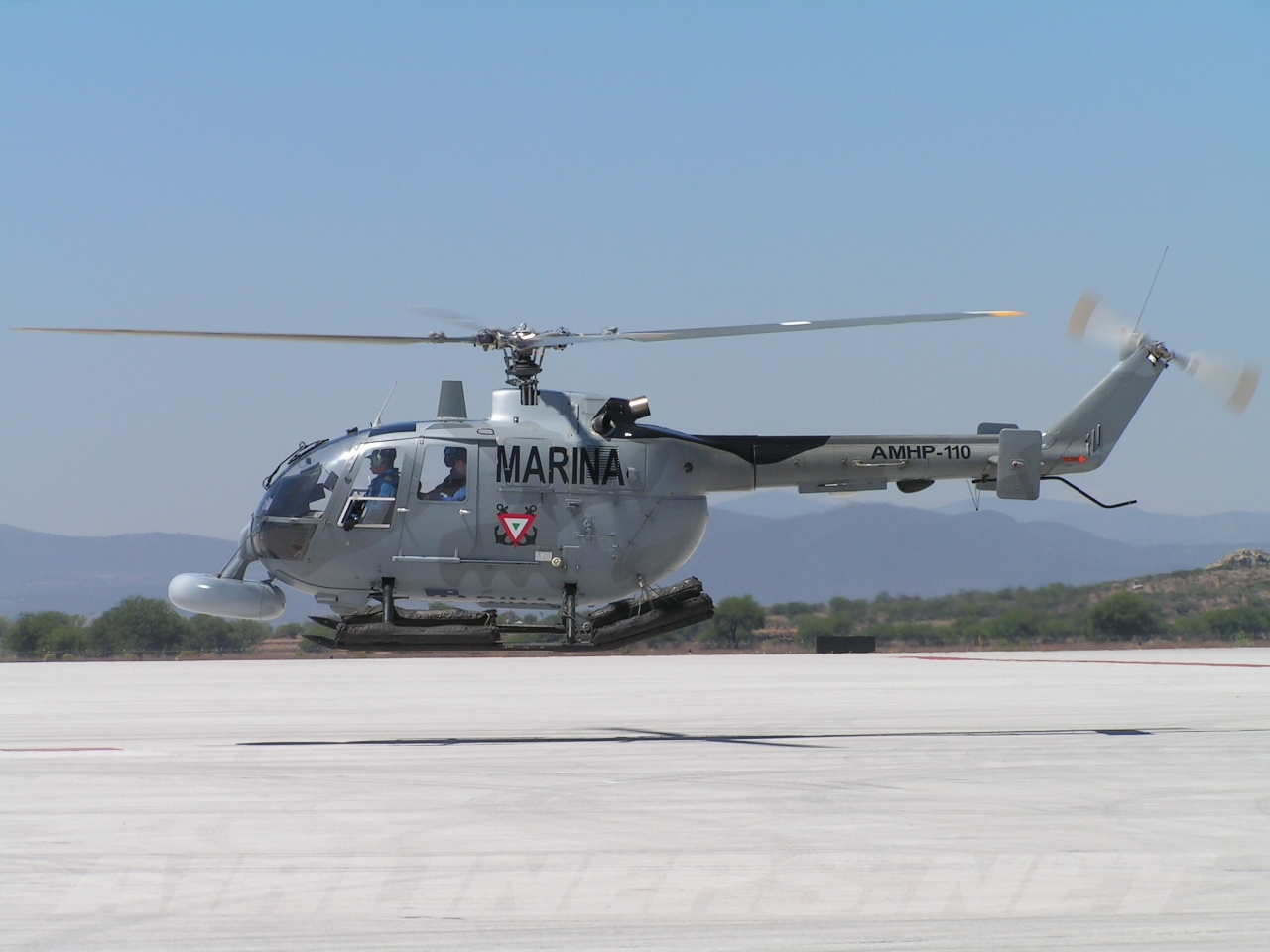
Вертолёт BO-105CB-2 Военно-морских сил Мексики

В 1970-х годах Messerschmitt-Bölkow-Blohm выдала лицензию на производство Bo 105 компании Indonesian Aerospace в рамках более широкого соглашения по оказанию помощи в развитии авиационной промышленности Индонезии. В течение десяти лет производство Bo 105 было полностью локализовано на собственных мощностях индонезийской компании. Bo 105 использовался различными подразделениями Национальных вооруженных сил Индонезии. как сообщается, военные Bo 105 применялись во время кризиса в Восточном Тиморе 1999 года и конфликте в Папуа. Индонезийские вертолёты Bo 105 также принимали участие в нескольких крупномасштабных совместных учениях, в частности, вместе с бовыми кораблями Военно-морских сил США в 2015 году.
Военно-морские силы Мексики использовали несколько Bo 105 для выполнения задач морской разведки, а в начале 1980-х годов Мексика закупила несколько патрульных судов класса Uribe (Uribe-class patrol vessel), которые были оборудованы для использования Bo 105 в морских операциях. В 2005 году была завершена работа по модернизациb 11 вертолётов Bo 105 Мексиканского флота, которые получили инфракрасные камеры переднего обзора, приемопередатчики глобальной системы позиционирования (GPS), поисковые радары, новые лопасти несущего винта, а также пилоны для крепления различного вооружения. В ноябре 2014 года компания Jet Rescue Air Ambulance представила первый в Мексике специализированный гражданский вертолет санитарной авиации на базе Bo 105.
В конце 1990-х годов Командование армейской авиации Республики Корея закупила несколько единиц Bo 105 в рамках кампании по улучшению возможностей по воздушной разведки и наблюдению. Они были изготовлены в рамках соглашения о совместном производстве между Eurocopter и недавно созданной Korea Aerospace Industries (KAI), получив обозначение Korean Light Helicopter (KLH). KAI также продвигала эти вертолеты на экспорт.
Bo 105 получил широкое распространение среди операторов служб неотложной медицинской помощи и медицинской эвакуации. В 1998 году журнал Flying Magazine сообщил, что вместе с Bo 105 и MBB/Kawasaki BK 117 (более новым вертолётом, созданным на базе Bo 105) доля Messerschmitt-Bölkow-Blohm на мировом рынке услуг авиационной скорой медицинской помощи составляла 35%. Первый самолет Bo 105, предназначенный для оказания скорой медицинской помощи, был введен в эксплуатацию в Шотландии в 1989 году, а в ноябре 2015 года последний санитарный Bo 105, эксплуатируемый в Великобритании, был выведен из эксплуатации, и его заменил более новый Eurocopter EC135. В 2009 году последний произведенный Bo 105 был приобретен канадской компанией Dam Helicopters, специализирующейся на вертолетах неотложной медицинской помощи.
В мае 2014 года компания Airbus Helicopters сообщила, что во всем мире налет Bo 105 составил 8 миллионов часов, и что в эксплуатации осталось около 700 единиц Bo 105.

## Варианты
Bo 105A

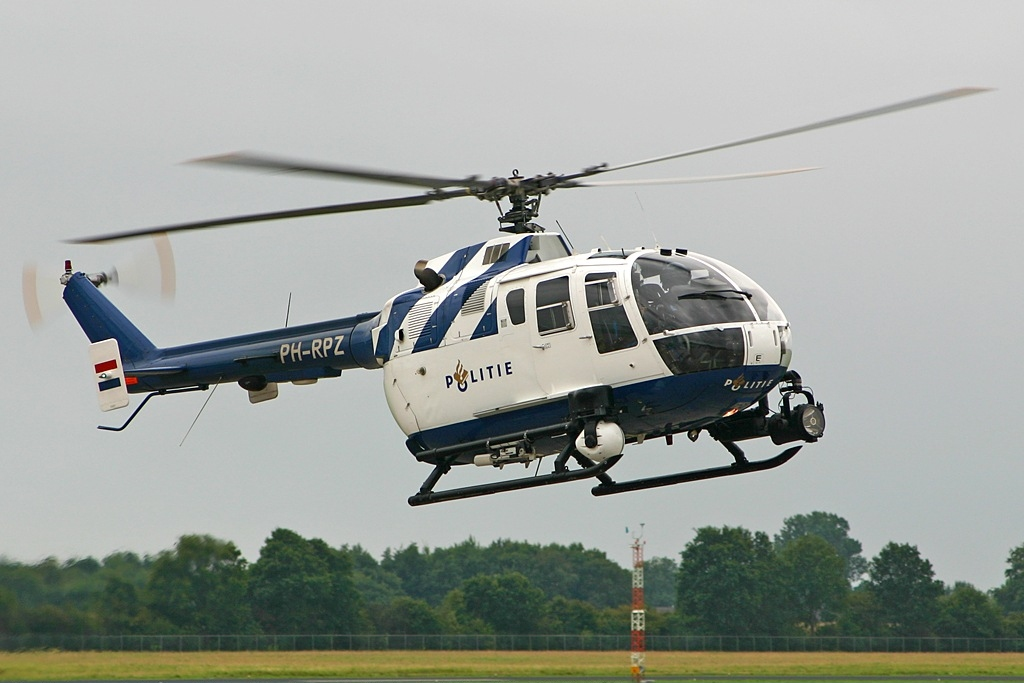
MBB BO-105C полиции Нидерландов

Первая предсерийная модель, предназначенная в первую очередь для гражданского использования и оснащенная двумя газотурбинными двигателями Allison 250-C18.
Bo 105ATH
Версия с противотанковыми ракетами HOT для испанской армии. Местное обозначение HA.15.
Bo 105C
Первоначальная серийная версия. Разработана в 1972 году и оснащена двумя газотурбинными двигателями Allison 250-C20.
Bo 105CB
Основная серийная версия 1975 года, оснащенная двумя двигателями Allison 250-C20B мощностью 313 кВт (420 л.с.).
Bo 105CBS
Гражданский вертолет с увеличенной по длине кабиной на 6 мест и удлиненным на 0.25 метра фюзеляжем. Модификация была разработана совместно с фирмой Boeing-Vertol в соответствии с требованиями североамериканского рынка. Произведено 616 гражданских вертолетов Bo.105 CB и CBS. 5 вертолетов Bo.105 CBS поставлены в Россию, где используются в Министерстве по чрезвычайным ситуациям для поисково-спасательных работ.
Во 105 CB-4 Super Five
Усовершенствованный вертолет Во.105 СВ, сертифицирован в 1993 году, основная серийная модификация. С 1993 года снабжен новым несущим винтом с большей на 150 кг тягой и меньшим уровнем вибрации. Лопасти имеют до 0.8 относительного радиуса постоянную хорду и профиль DM-H4, концевая часть суживающаяся, с профилем DM-H3.
Bo 105D
Сертифицированная версия для операторов из Великобритании.
Bo 105GSH
Вооружённая разведывательная версия для испанской армии. Местное обозначение HR.15.
Bo 105HGH
Экспериментальный вертолет для исследований характеристик в полете с большой скоростью. Вертолет был снабжен вспомогательным среднерасположенным крылом и имел улучшенные аэродинамические обводы, как у вертолета Bo.106. В марте 1975 года в пологом пикировании на вертолете была достигнута скорость 404км/ч.
Bo 105 KLH
Лицензионно произведенная  версия CBS, специально оснащенная произведенными в Республике Корея системами связи, навигации, радиоэлектронной борьбы и обнаружения целей, чтобы соответствовать оперативным требованиям армейской авиации Республики Корея. KLH также получил модернизированные лопасти несущего винта и элементы трансмиссии. 12 единиц находятся в эксплуатации.
Bo 105LOH
Не вооруженный разведывательный вариант для испанской армии. Местное обозначение HR.15
Bo 105LS A1
Разработан в 1984 году с удлиненным фюзеляжем и двумя газотурбинными двигателями Allison 250-C28C.
Bo 105LS A3
Разработан в 1986 году с увеличенной до 2600 кг максимальной взлетной массой.
Bo 105LS A3 "Superlifter"
Разработан в 1995 году с увеличенной до 2850 кг максимальной взлетной массой.
Bo 105M
Легкий транспортный и разведывательный вертолет для западногерманской армии. Обозначение немецкой армии VBH (Verbindungshubschrauber — вертолет связи). Они были сняты с вооружения и заменены на разоруженные и модифицированные вертолёты PAH1.
Bo 105MSS
Морская версия, оснащенная поисковым радаром.
Bo 105P/BSH
Предложенная модификация PAH-1 в эскортный вариант для немецкой армии, вооруженный ракетами «воздух-воздух».  Отменена в 1993 году.
Bo 105P/PAH-1
Вертолет, вооруженный управляемыми по проводам противотанковыми ракетами HOT для западногерманской армии. Обозначение немецкой армии «PAH-1» (PAH=Panzerabwehrhubschrauber — Противотанковый вертолет). После принятия на вооружение ударного вертолета Eurocopter Tiger некоторые из них были сняты с вооружения, а другие разоружены и доведены до версии VBH (вертолёт разведки и связи) для продолжения службы.
Bo 105P/PAH-1A1
Модернизация противотанковой версии PAH-1 для немецкой армии.
Bo 105P/PAH-1 Phase 2

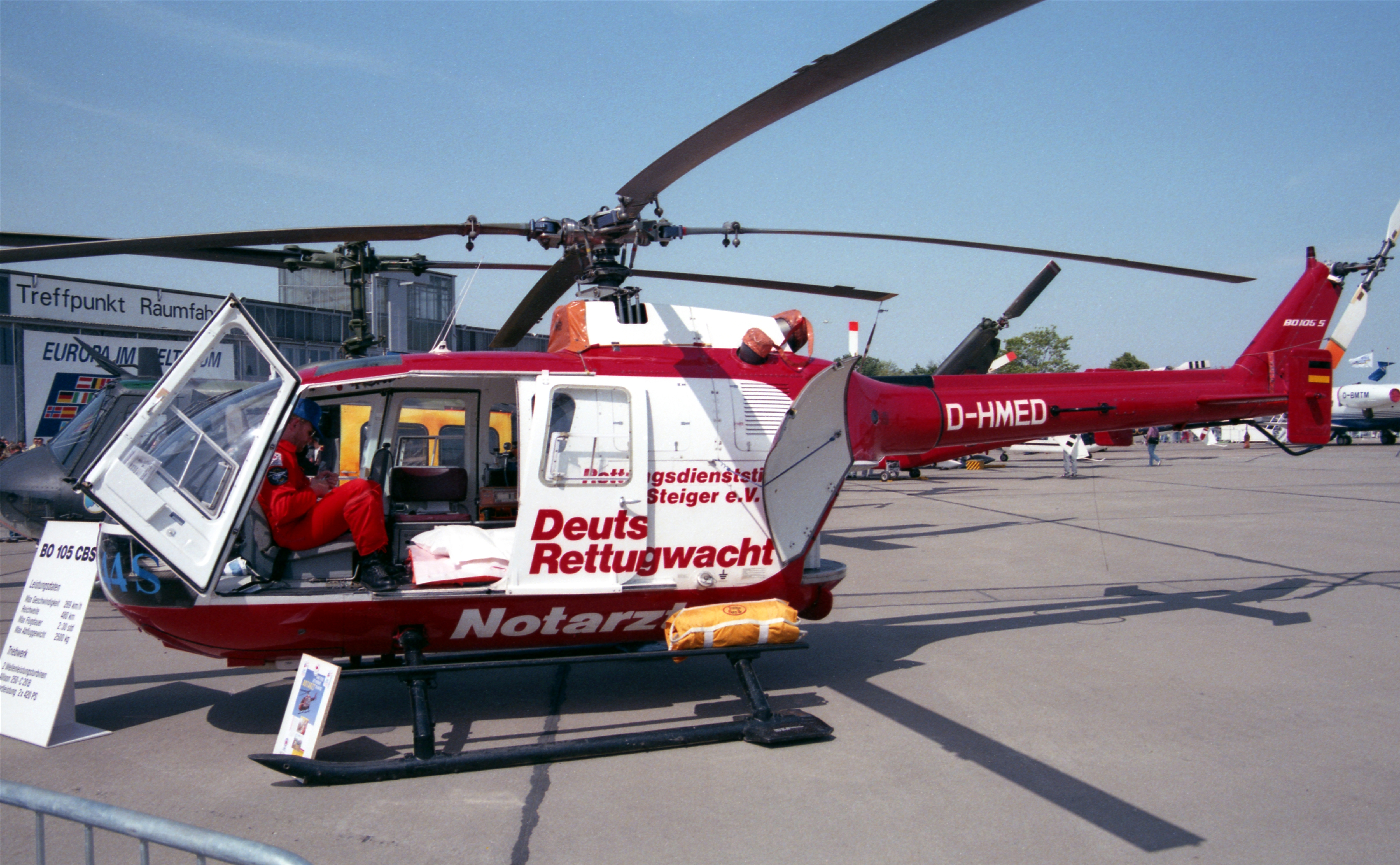
MBB Bo 105 CBS-4 Немецкой авиационно-спасательной службы

Планировавшаяся дальнейшая модернизация версии PAH-1 с инфракрасным прицелом на крыше для ракет HOT-2, дающим возможность для ведения боевых действий в ночное время суток. Программа отменена в 1993 году.
Bo 105S
Поисково-спасательная версия.
Bo 105/Ophelia
Опытно-испытательный самолет, оснащенный прицелом, установленным на мачте.
NBO-105
Производились в Индонезии компанией Indonesian Aerospace по лицензии Messerschmitt-Bölkow-Blohm в 1976–2011 гг. Немецкая сторона поставляла только несущие винты и трансмиссию. Изначально производилась версия NBO-105 CB,  NBO-105 CBS с удлиненным фюзеляжем  выпускался со 101-го вертолёта. Было выпущено 122 единицы. Производство было прекращено в 2008 г..
Bo 105 Executaire
Компании Boeing Vertol и Carson Helicopters изготовили удлиненную на 24,5 см версию Bo 105 по лицензии под названием Executaire в попытке выйти на рынок легких вертолетов США, но продажи оказались удручающими.
Bo 105E-4
12 немецких армейских Bo 105P модернизированы и отремонтированы по контракту на 10 миллионов евро и отданы Албании. Первая партия была поставлена в 2006 году. Вертолеты имеют улучшенные тактико-технические характеристики и авионику. Также рассматривалась возможность переоборудования других вертолетов Bo 105 из состава вооруженных сил Германии с целью будущих продаж.
Bo 106
Опытный вертолет, развитие вертолета Во.105, с увеличенной по размерам кабиной, улучшенными аэродинамическими обводами и более мощными газотурбинными двигателями. Совершил первый полет 25 сентября 1973 года, использовался в качестве летающего стенда для испытаний элементов новых вертолетов.
Bo 115
Усовершенствованный боевой вертолет, развитие вертолетов Во.105 и Bo.106, со вспомогательным среднерасположенным крылом для подвески вооружения и подфюзеляжной пушечной турельной установкой. Имел двухместную кабину экипажа из стрелка и летчика, расположенных тандемом, разрабатывался по контракту с министерством обороны ФРГ. В 1974 году был построен натурный макет вертолета, в 1976 году разработка вертолета была прекращена.

## Операторы

### Правительственные операторы
Аргентина
- Федеральная полиция Аргентины[32]

 Индонезия
- Национальная полиция Индонезии[33]
- Национальное поисково-спасательное агентство Индонезии[34]
- Национальное агентство по борьбе со стихийными бедствиями[35]

 Испания
- MBB Bo-105CBS-5 Южно-Африканской полицииГражданская гвардия Испании[36]

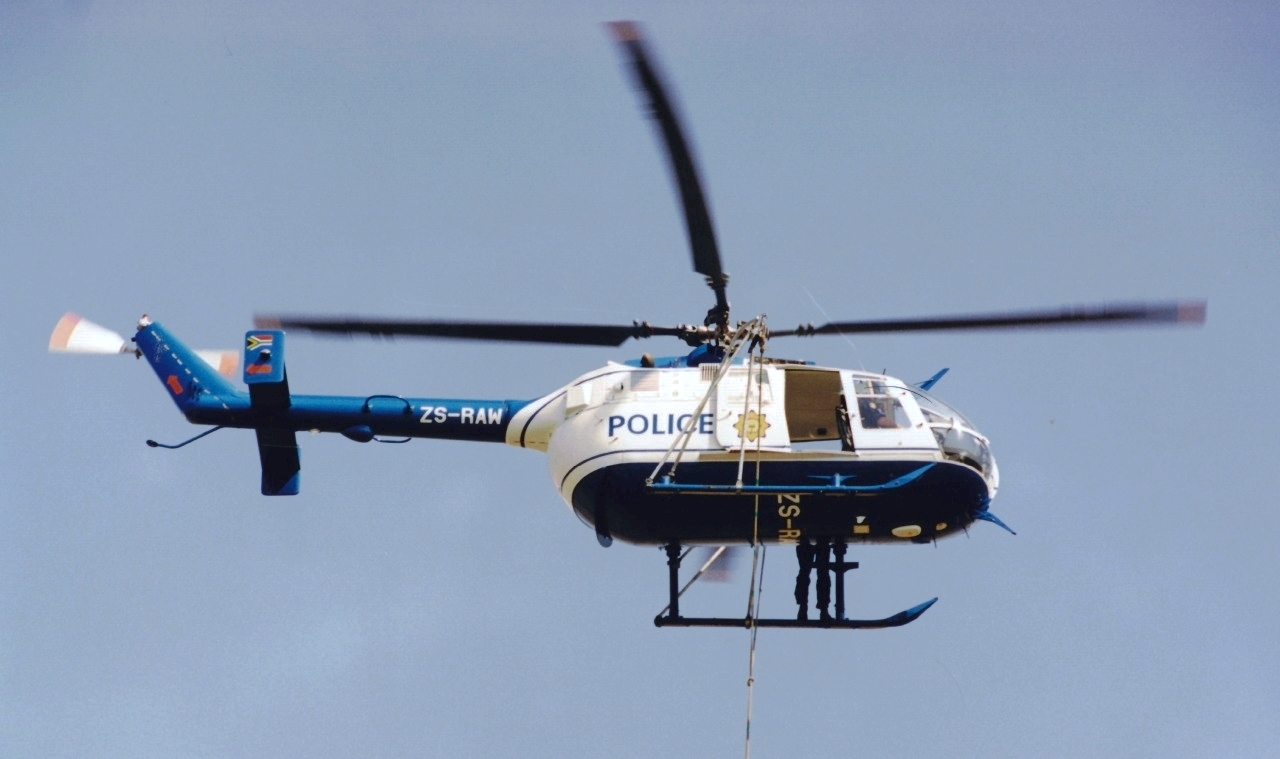
MBB Bo-105CBS-5 Южно-Африканской полиции

- Служба таможенного надзора Испании[37]

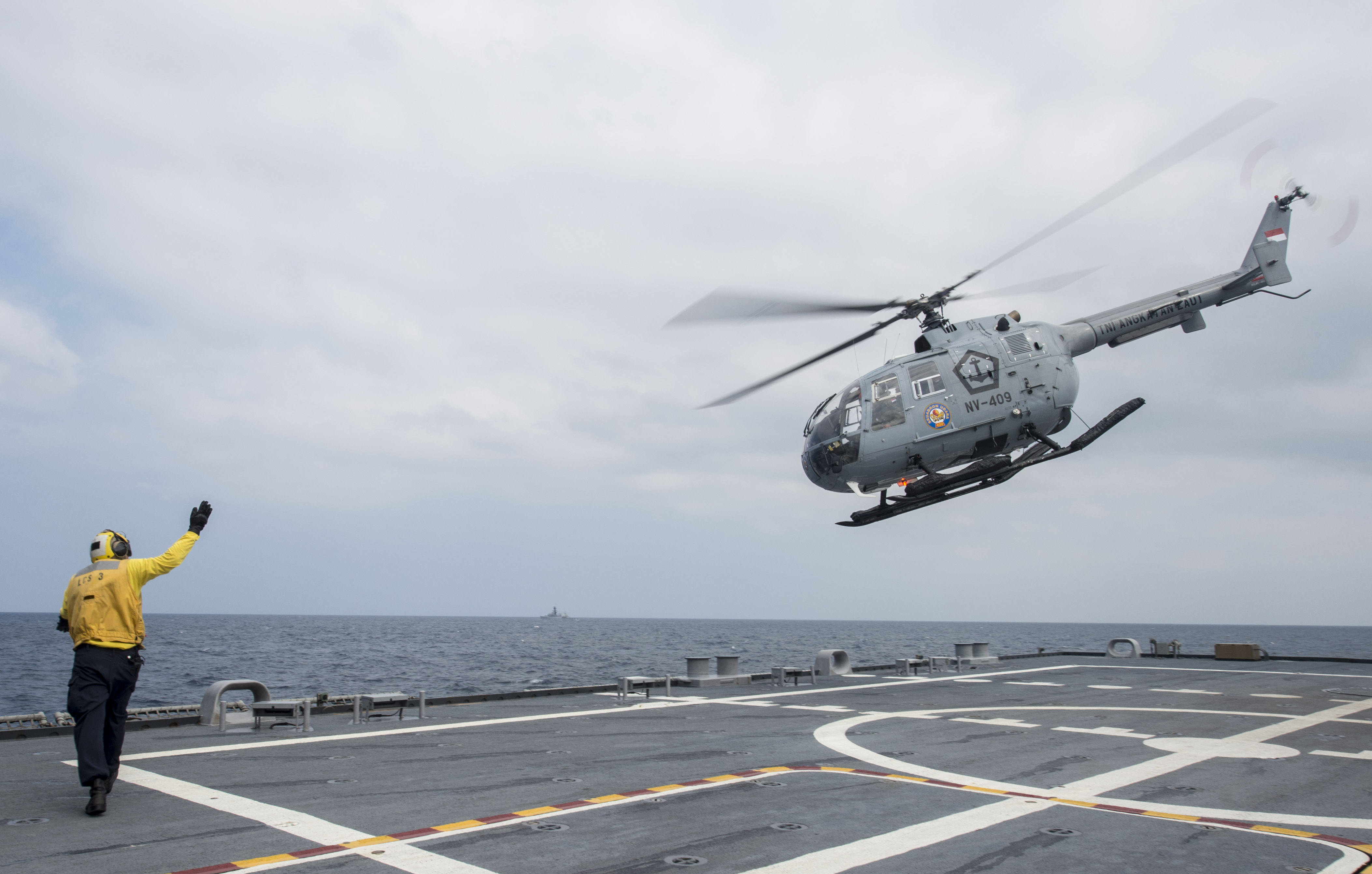
Bo 105 ВМС Индонезии взлетает с палубы литорального боевого корабля типа «Фридом» ВМС США USS Fort Worth во время совместных учений в августе 2015 года

 Казахстан
- Авиалесоохрана Казахстана[38]

 Россия
- МЧС России[39][40]

 Филиппины
- Береговая охрана Филиппин[41]

 Чили
- Карабинерия Чили[42]

 ЮАР
- Полиция ЮАР[43]

### Военные операторы
Албания
- ВВС Албании[31]

 Бахрейн
- Королевские ВВС Бахрейна[44]
- Королевские ВМС Бахрейна[44]

 Гондурас
- ВВС Гондураса[45]

 Индонезия
- Сухопутные войска Индонезии[44]
- ВМС Индонезии[44]

 Испания
- Сухопутные войска Испании[44]

 Канада
- Школа пилотов-испытателей (International Test Pilots School[англ.])[46]

 Колумбия
- ВМС Колумбии[45]

 Мексика
- ВМС Мексики[19]

 Перу
- ВВС Перу[44]

 Республика Корея
- Сухопутные войска Республики Корея[21][44]

 Судан
- ВВС Судана[44]

 Украина
- Вооруженные силы Украины[47]

 Чили
- ВМС Чили[44]

### Бывшие операторы

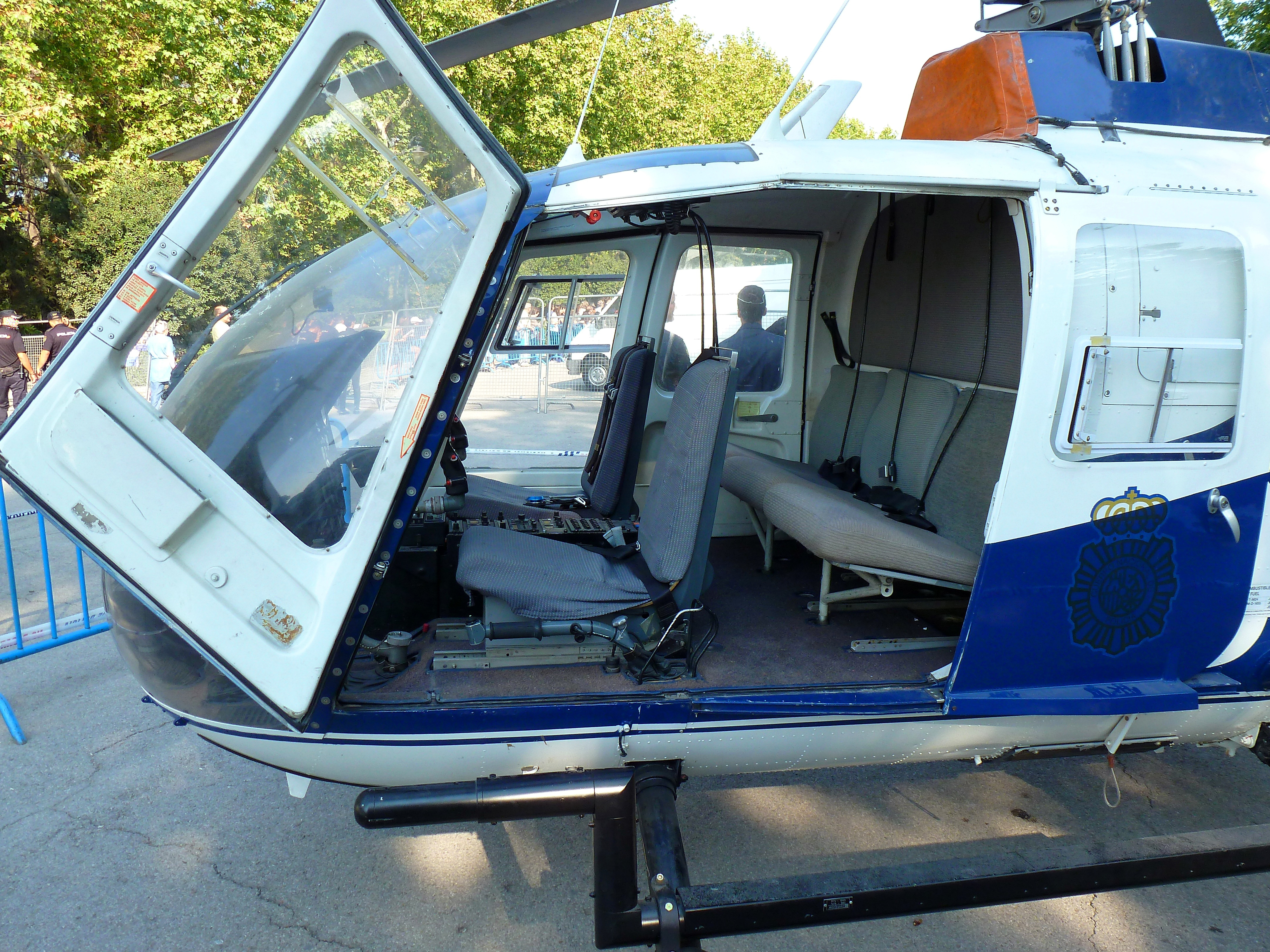
Кабина вертолёта Bo-105CB

Ниже представлены некоторые бывшие операторы различных версий вертолёта MBB Bo 105.
 Германия
- Федеральная полиция Германии
- Сухопутные войска Германии[14]

 Ирак
- ВВС Ирака[48]

 Испания
- Национальная полиция Испании

 Канада
- Береговая охрана Канады[49]

 Нигерия
- ВВС Нигерии[50]

 Нидерланды
- Национальный полицейский корпус[30]
- Королевские ВВС Нидерландов[51]

 Объединенные Арабские Эмираты
- ВВС ОАЭ[52]

 США
- Департамент полиции Нью-Йорка[53]
- Petroleum Helicopters International[англ.][54]

 Финляндия
- Finnhems[англ.][55]

 Швеция
- ВВС Швеции[56]
- Сухопутные силы Швеции[56]

## Аварии и инциденты
- 27 мая 1978 года во время учений по эвакуации из небоскреба  у вертолёта MBB Bo 105CBS принадлежащего швейцарской авиационной спасательной службе Rega произошел обрыв крепления спасательного троса. В результате чего погиб один спасатель и двое эвакуируемых человек. Официальной причиной аварии было названо неправильное соединение спасательного троса с креплениями на борту вертолёта[57].
- 28 августа 1978 года санитарный вертолёт MBB Bo 105CB, принадлежащий ВВС Филиппин упал в море во время планового полёта. Погибли трое военнослужащих, находящихся на борту, включая военного врача и медицинскую сестру. причины инцидента не были установлены[58].
- 24 ноября 1979 года MBB Bo 105C, из состава авиационного подразделения полиции федеральной земли Гессен разбился, упав в реку Рейн, недалеко от города Требур. Причиной стал испытательный полёт на сверх низкой высоте, в ходе которого вертолет задел поверхность воды и потерпел крушение. Погибло 3 человека из 4-х находящихся на борту[59].
- 21 апреля 1981 года вертолёт MBB Bo 105C, принадлежащий Администрации гражданской авиации Китая упал в море вскоре после взлета в заливе Тонкин, неподалеку от полуострова Лэйчжоу. Вероятной причиной была названа пространственная дезориентация пилота в условиях сильного дождя и плохой видимости. Трое из пятерых человек, находившихся на борту погибли. Двое выживших смогли выбраться из тонущего вертолёта Bo 105, поскольку они не были пристегнуты ремнями безопасности[60][61].
- 2 апреля 1982 года вертолёт MBB Bo 105CBS компании Lone Star Helicopters разбился недалеко от города Мак-Кинни в штате Техас при наборе скорости при выходе из зависания. Погибли все трое людей находившихся на борту[62].

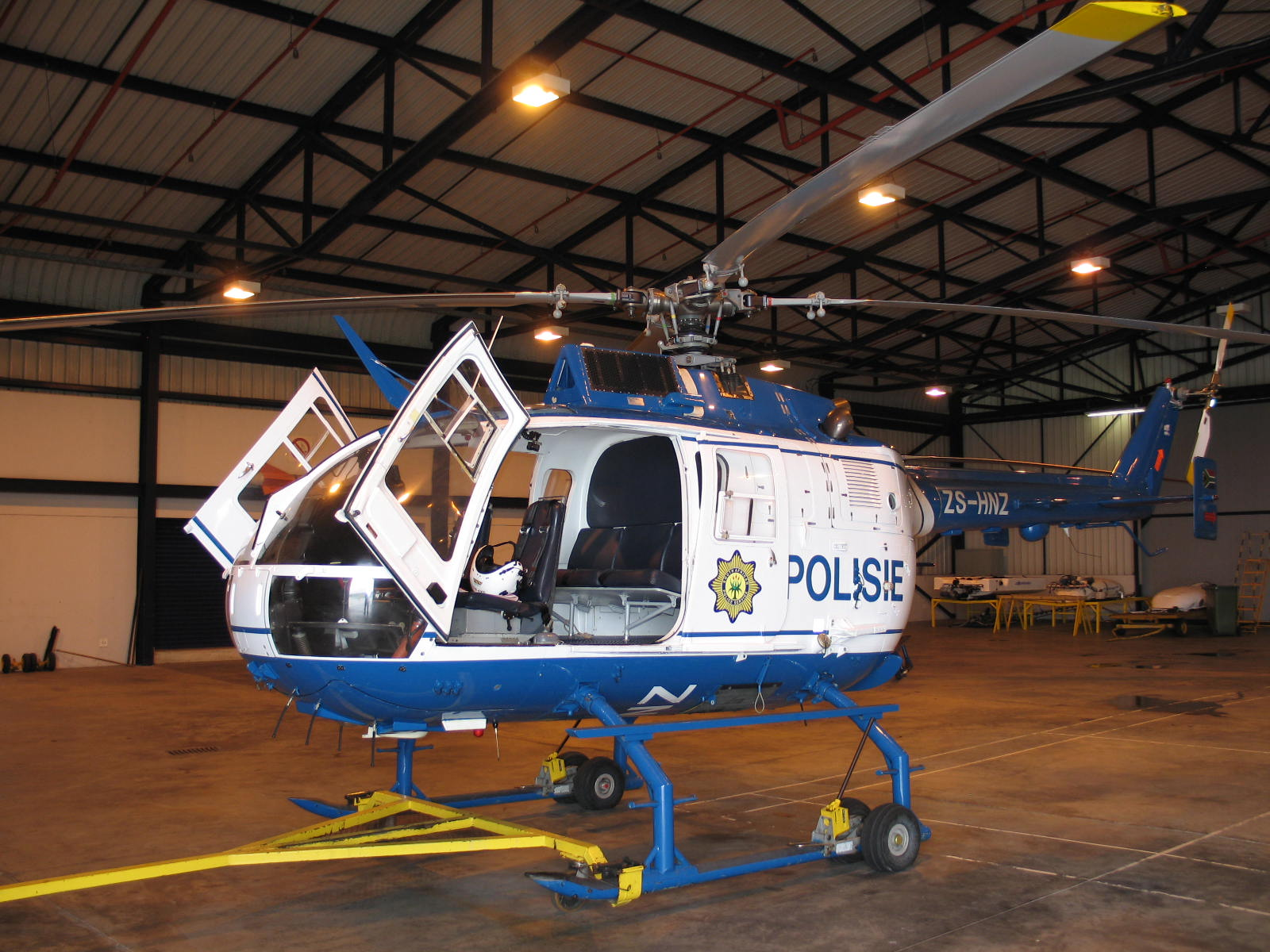
Закрепленный для транспортировки MBB Bo 105 полиции ЮАР

- Закрепленный для транспортировки MBB Bo 105 полиции ЮАР29 августа 1982 года вертолёт MBB Bo 105CB Гражданской гвардии Испании разбился в горах  Пикос-де-Эуропа  в густом тумане во время проведения спасательной операции. Погибла известная британская исследовательница пещер Хизер Паттерсон и еще три человека находящихся на борту[63].
- 22 марта 1983 года MBB Bo 105CB-2 с позывным «Кристоф 14» принадлежащий Воздушно-спасательной службе Федерального министерства внутренних дел Германии летя на малой высоте в снежных заносах и ночью, сошел с курса, врезался в деревья и разбился в 6 км к северо-северо-западу от Тайзендорфа, в земле Бавария. Погибли все три человека находящихся на борту[64].
- 7 января 1988 года произведенный в Индонезии вертолёт IPTN/MBB Bo 105CB компании Pelita Air Service рухнул на землю в провинции Западная Ява после того как при посадке задел несущим винтом полозья шасси взлетающего вертолета Bell 206B JetRanger II. Из пяти человек, присутствующих на борту, выжил только один[65].
- 17 января 1990 года MBB Bo 105C Карабинерии Чили упал в реку во время полета в сложных погодных условиях. Все пять человек на борту (два члена экипажа и три пассажира) погибли[66].
- 24 июля 1991 года вертолёт MBB Bo 105CBS-4 Министерства энергетики США разбился столкнувшись с линией электропередач во время воздушного патрулирования над территорией Невадского ядерного испытательного полигона. На борту находились 2 пилота и 3 сотрудника службы безопасности компании G4S Secure Solutions[англ.][67].
- 31 октября 1994 года MBB Bo 105CBS-4 шведской компании SOS Helikoptern Gotland разбился в Балтийском море неподалеку от острова Готланд, вероятно, из-за потери визуального ориентира в сложных метеорологических условиях. Все три человека, находившиеся на борту погибли[68].
- 15 декабря 1994 года IPTN/MBB Bo 105CB-4 Армии Индонезии разбился во время полёта на Восточным Калимантаном. Жертвами катастрофы стали 6 гражданских лиц и 3 военнослужащих членов экипажа[69].
- 21 июня 1996 года вертолёт MBB Bo 105CBS-2 компании Air Logistics Inc. упал в воды Мексиканского залива, что повлекло гибель 4-х человек. Расследование показало, что вертолет направлялся к нефтяной платформе, расположенной в 145 километрах к югу от пролива Сабин, штат Техас, в Мексиканском заливе. Пилот вызвал диспетчерскую компании и доложил о вылете из в 07:11 с запасом топлива на 2,5 часа. Журнал радиообмена компании показывает, что пилот сделал обычный отчет о местоположении в 07:29 и сообщил, что находится в 108 километрах от пункта назначения. Пилот передал еще один обычный отчет о местоположении в 07:44 и сообщил, что находится в 60 километрах от пункта назначения. Никаких других радиопередач от вертолёта получено не было. По словам шеф-пилота компании, высота, на которой вертолет должен был лететь, скорее всего, составляла от 150 до 300 метров над уровнем моря. В ходе детального осмотра не было обнаружено никаких отклонений в работе двигателей. Разборка главной трансмиссии показала, что солнечная шестерня вышла из строя, в результате чего произошел отказ в работе несущего винта. Структурные деформации планера показали, что вертолет вертикально ударился о воду при высокой скорости снижения[70].
- 6 августа 1996 года MBB Bo 105CBS-4 полиции Гамбурга упал в воду Балтийского моря в 30 километрах от Любека во время учений по спасению на воде. Во время зависания вертолёта спасательная корзина раскачалась и ударилась о несущий винт, в результате чего одна лопасть винта отломилась. Погибли два члена экипажа и три водолаза, находящиеся на борту. Федеральное авиационное управление Германии позже сообщило, что корзина была слишком легкой, а крепление слишком коротким[71].
- 2 марта 2008 года вертолёт MBB Bo 105CBS-4 компании HeliService International коснулся земли во время горизонтального полета на малой высоте в Антарктиде у полярной станции Ноймайер III и разбился. Во время крушения наблюдались условия снежной мглы[72].

## Тактико-технические характеристики
Приведенные характеристики соответствуют модификации MBB 105.
Источник данных: Jane's, 1975.

Технические характеристики
- Экипаж: 1
- Пассажировместимость: 4 пассажира или 2 носилок
- Длина: 8,55 м (без несущего винта)
- Диаметр несущего винта: 9,84 м
- Диаметр рулевого винта: 1,9 м
- Высота: 3 м
- Площадь, ометаемая несущим винтом: 76,05 м²
- Профиль крыла: NACA 23012 (лопасти винта)
- Колея шасси: 2,5 м
- Масса пустого: 1120 кг
- Нормальная взлётная масса: 2000 кг
- Максимальная взлётная масса: 2300 кг
- Объём топливных баков: 570 л
- Силовая установка: 2 × турбовальных Allison 250-C20
- Мощность двигателей: 2 × 400 л. с. (2 × 294 кВт)

Лётные характеристики
- Максимально допустимая скорость: 270 км/ч
- Максимальная скорость: 232 км/ч
- Практическая дальность:  
  - у земли: 585 км
  - на высоте: 656 км (на 1525 м)
- Перегоночная дальность: (с дополнительными баками)
  - у земли: 1030 км
  - на высоте: 1158 км (на 1525 м)
- Продолжительность полёта: 6 ч. 35 мин. (с дополнительными баками)
- Практический потолок: 5030 м
- Статический потолок:  
  - с использованием эффекта земли: 2715 м
  - без использования эффекта земли: 1735 м
- Скороподъёмность: 6,7 м/с
- Нагрузка на диск:  
  - при нормальной взлётной массе: 26,5 кг/м²
  - при максимальной взлётной массе: 30,5 кг/м²

Вооружение
- Точки подвески: 2
- Боевая нагрузка: 456 кг[73]
- Управляемые ракеты:  
  - ракеты «воздух-земля»: 8 × TOW или 6 × HOT